# Mielitis transversa
La mielitis transversa és una mielitis produïda per l'afectació d'un a tres segments medul·lars.

## Clínica
Una paraplegia d'inici és sobtat i que progressa ràpidament en hores i dies. Les lesions poden estar presents en qualsevol part de la medul·la espinal, encara que generalment es limita a només una petita part.

## Etiologia
La MT és una trastorn heterogeni, és a dir, hi ha diverses causes identificades. De vegades s'utilitza el terme trastorns de l'espectre de la mielitis transversa. En el 60% dels pacients, la causa és idiopàtica. En casos rars, pot associar-se a meningitis meningocòccica.
Quan apareix associada a una neuromielitis òptica (NMO), es considera causada per l'autoimmunitat NMO-IgG i, quan apareix en casos d'esclerosi múltiple (EM), es considera produïda per la mateixa causa subjacent que produeix les plaques de l'EM.
Altres causes de la TM inclouen infeccions, trastorns del sistema immunitari i malalties desmielinitzants. Entre les infeccions virals que se sap que s'associen a la TM es troben el VIH, l'herpes simple, l'herpes zòster, el citomegalovirus i Epstein-Barr. També s'han associat infeccions per flavivirus com el virus Zika i el virus del Nil occidental. L'associació viral de la mielitis transversa pot resultar de la pròpia infecció o de la resposta a la mateixa. Les causes bacterianes associades a la MT inclouen Micoplasma pneumoniae, Bartonella henselae i els tipus de Borrelia que causen la malaltia de Lyme. La malaltia de Lyme dona lloc a una neuroborreliosi, que es veu en un petit percentatge (4-5%) de casos de mielitis transversa aguda. El bacteri causant de diarrea Campylobacter jejuni també és una causa de mielitis transversa.
Altres causes associades inclouen la esquistosomosi, lesions de la medul·la espinal, trastorns vasculars que impedeixen el flux sanguini a través dels vasos de la medul·la espinal i la síndrome paraneoplàstica.

## Pronòstic
La recuperació completa és generalment escassa i comença generalment entre les setmanes 2 i 12 després de l'aparició i pot continuar fins per 2 anys en alguns pacients, molts d'ells queden amb una discapacitat considerable; i alguns sense recuperació. No obstant això, si es tracta a temps, alguns pacients experimenten recuperació.

## Tractament
En l'inici els glucocorticoides s'utilitzen amb èxit limitat; per tant el tractament és gairebé només simptomàtic.